# Odesa.live
Odesa.live — закритий проросійський регіональний інформаційний телеканал Одеси. Входить до медіахолдингу «Live Network».

## Про канал
Вперше тестове мовлення телеканалу було зафіксовано на місці каналу «GTV» 30 серпня 2020 року. Повноцінне мовлення розпочалось 2 вересня 2020 року, спеціально до Дня міста Одеси.
Входить разом з каналом «Live» до холдингу «Live Network» регіональних каналів під керівництвом народного депутата України від проросійської партії «ОПЗЖ» та київського забудовника Вадима Столара.
2 травня 2021 року телеканал змінив логотип і графічне оформлення.
15 липня 2022 року телеканали «Live», «Odesa.live» та «Типовий Київ» призупинили мовлення через російське вторгнення в Україну.

## Власники
Єдиним власником каналу через АТ «Закритий недиверсифікований венчурний корпоративний інвестиційний фонд „Генесис“» є народний депутат від проросійської партії «Опозиційна платформа — За життя» Вадим Столар (через 89 % акцій) та Сергій Турчінов (через 11 % акцій).

## Ведучі
- Дмитро Богомолов
- Світлана Довжук
- Катерина Фуглевич
- Максим Ліннік
- Юлія Тітова
- Акім Папо
- Григорій Блайда
- Катерина Банкова
- Вероніка Нікітіна
- Саша Корінь
- Аліна Пістол
- Вікторія Спринчак
- Марина Кіосе

### Колишні ведучі
- Олексій Майоров
- Елізабет
- Дмитро Скрипка
- Макс Федак
- Ліза Малаєва
- Олексій Макєєнко
- Олег Байдалюк
- Тамара Мішина
- Марія Сенопальнікова
- Джаміль
- Марія Горбунова
- Денис Шацило
- Каріна Шадунц
- Каріна Морозова
- Ігор Окс
- Руслана Орленко
- Олександра Шацило
- Ольга Мартинюк
- Вікторія Ортіс

## Програми
- Новини.LIVE
- Інформаційний LIVE.День
- Оперативний штаб
- Великі новини
- Інформаційний LIVE.Вечір
- Надзвичайне.LIVE

### Архівні програми
- Ефіри вихідного дня
- Супергерої
- Місто прокидається
- Секс і місто
- Барахольники
- Суб'єктивно про життя

## Параметри супутникового мовлення
| Супутник       | Частота, МГц | Швидкість | Поляризація       | FEC | Формат зображення | Кодування |
| -------------- | ------------ | --------- | ----------------- | --- | ----------------- | --------- |
| Amos 3/7 (4°W) | 11175        | 30000     | Горизонтальна (H) | 3/4 | MPEG-2            | FTA       |

## Логотипи
Телеканал змінив 2 логотипи.
| Логотип | Опис |
| ------- | --- |
|         | З 2 вересня 2020 до 1 травня 2021 року логотипом телеканалу був прозорий круг з білим написом «ODESA LIVE». Знаходився внизу екрана посередині.                                                                                                  |
|         | З 2 травня 2021 року використовується біле відламане кільце з жирним написом «ODESA» всередині, під яким слово «LIVE». Праворуч кільце розривається маленьким білим кругом, а ліворуч — літерою «O». Логотип знаходиться у лівому нижньому куті. |